# Carola (päron)

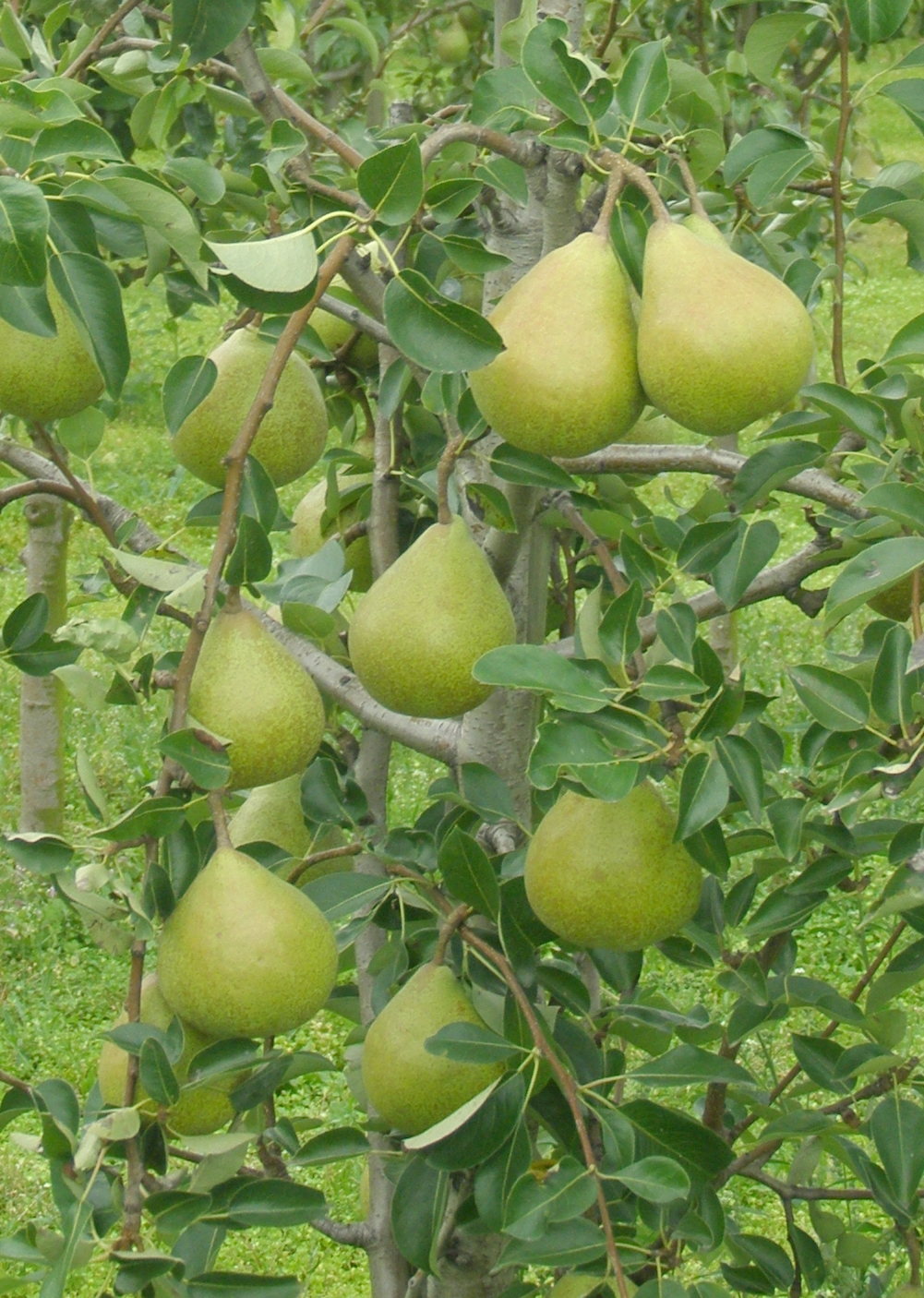
Carola

Carola är en svensk päronsort som är ganska sen i sin mognad. Normal mognadstid är oktober-november. Frukterna är medelstora till stora och gröna med gulvitt, fast fruktkött. Lämplig att odla i Sverige upp till växtzon III. Pollinering fungerar bland annat med följande päronsorter; Bonny Louise, Clara Frijs, Conference, Esperens Herre, Herzogin Elsa.